# Xanthisthisa barnsi
Xanthisthisa barnsi är en fjärilsart som beskrevs av Louis Beethoven Prout 1921. Xanthisthisa barnsi ingår i släktet Xanthisthisa och familjen mätare. Inga underarter finns listade i Catalogue of Life.